# Ромазанов, Пётр Емельянович
Ромазанов, Пётр Емельянович (в некоторых источниках — Рамазанов) (16?? — 1718 год, в другом источнике указан 1715 год) — выборный и первый наказной (назначенный (утверждённый) Петром Первым) атаман Войска Донского (1708 — 1715 года).
Евграф Савельев в своей книге «История казачества с древнейших времен до конца XVIII века. Историческое исследование в трех частях.» указывает, в приложении, что в книге «История или повествование о Донских казаках» А. И. Ригельмана, на странице 101, Емельянов не умер, в 1715 году, а был Кругом смещён, другой источник указывает что он был войсковым атаманом и умер в 1718 году.

## Биография
Сведений о Петре Ромазанове практически нет, известно что до избрания Атаманом Войска Донского он был войсковым писарем который в казачьем войске являлся одним из членов войскового правления. Избирался во время выборов вместе с войсковым атаманом, Войсковым Кругом. Должность считалась очень почётной, так как на неё выбирали казака, из самых уважаемых, грамотных, умнейших казаков войска пользующихся авторитетом среди казаков. Кроме войскового писаря, никто не имел права писать и посылать бумаг от войска за подписью войска, так же он заведовал внутренними и внешними сношениями войска и был хранителем войсковой печати.
Петр Ромазанов является выборным и первый наказным (назначенный (утверждённый) Петром Первым) атаманом Всевеликого Войска Донского.

Вольный выбор войсковых атаманов был постепенно уничтожен; назначенный Петром атаман Ромазанов должен был оставаться в этой должности бессменно. По смерти его, в 1718 г., был назначен атаманом «по выбору войска до указу» Вас. Фролов.— ЭСБЕ
Исполнял обязанности атамана в период с 1708 года по 1718 год.